# Hueikaeana ornata
Hueikaeana ornata är en insektsart som beskrevs av Andrej Vasiljevitj Gorochov 2008. Hueikaeana ornata ingår i släktet Hueikaeana och familjen vårtbitare. Inga underarter finns listade i Catalogue of Life.